# Celebes en Onderhoorigheden
Celebes en Onderhoorigheden was de naam van een gouvernement van 1847-1924 en vanaf 1925 van een residentie in Nederlands-Indië, verdeeld in afdelingen. De hoofdplaats was Makassar, wat voor 1847 ook de naam was geweest van het gouvernement.
De afdeling Bima, bestaande uit de eilanden Soembawa en Komodo met West-Flores, werd in 1909 gevoegd bij de residentie Timor en Onderhoorigheden. Daarna waren er 7 afdelingen:
- Makassar. Hoofdplaats Makassar.
- Noorderdistricten. Hoofdplaats Maros.
- Oosterdistricten. Hoofdplaats Sinjai, daarvoor Balangnipa. Vroeger was Sindjai een zelfstandige afdeling.
- Palos-baai. Hoofdplaats Donggala.
- Saleijer, bestaande uit het eiland Selayar. Hoofdplaats Selayar.
- Takalar. Hoofdplaats Takalar.
- Zuiderdistricten. Hoofdplaats Bantaeng.

De residentie maakte sinds 1938, evenals de residentie Manado, de Kleine Soenda-eilanden, de Molukken en Nieuw-Guinea, deel uit van het Gouvernement Groote Oost, hoofdplaats Makassar.
Van 1846-1848 was Celebes en Onderhoorigheden tevens de naam van een gouvernement voor heel het eiland Celebes met hoofdplaats Makassar. Ook de residentie Manado was hiervan een onderdeel.